# Lyambo Etshele
Lyambo Etshele (Kinshasa, 29 agosto 1968) è un ex calciatore della Repubblica Democratica del Congo, di ruolo centrocampista.